# Sói Bắc Cực
Sói Bắc Cực (Canis lupus arctos) hay Sói trắng là một phân loài của sói xám (Canis lupus). Sói Bắc cực sinh sống ở vùng Bắc Canada, Alaska và vùng duyên hải phía Bắc của Greenland.

## Phân bố và nơi sống
Sói Bắc Cực sinh sống ở vùng Quần đảo Bắc Cực Canada, một phần Alaska và khu vực Greenland nằm ở phía Bắc của vĩ tuyến 70 (một số ý kiến xếp các quần thể sống ở Greenland thành một phân loài riêng là sói Greenland, C. l. orion). Nơi ở của sói Bắc Cực là các hang hốc tự nhiên được chúng đào thêm thành hai ngăn, một nơi chứa thức ăn và một nơi làm chỗ ngủ cho các con non. Chó sói Bắc Cực là phân loài sói duy nhất phổ biến trên toàn bộ khu vực sống của chúng và cũng là loài duy nhất hiện nay chưa nằm trong tình trạng bị đe dọa, nguyên do là nơi ở lạnh lẽo và khắc nghiệt khiến chúng an toàn trước các mối đe dọa từ con người.
Nơi ở của sói Bắc Cực có điều kiện tự nhiên cực kì khắc nghiệt và cách rất xa nhau; hiện nay có rất ít các nhà khoa học dám tới những khu vực đó nghiên cứu trong điều kiện mùa đông rất dài và tăm tối - thậm chí cộng đồng người bản địa Inuit cũng sinh sống ở phía Nam khu vực của sói Bắc Cực. Chính vì thế mà đời sống của loài sói này vẫn còn hàm chứa nhiều điều bí ẩn.

## Hành vi
Sói Bắc Cực có thể chịu đựng được khí hậu khắc nghiệt của vùng cực. Chúng có thể sống sót trong điều kiện nhiệt độ dưới không trong nhiều năm liền, trong điều kiện hoàn toàn tăm tối trong 5 tháng, và có thể nhịn đói trong nhiều tuần. Chó sói Bắc Cực thường di chuyển theo từng bầy từ 2-20 cá thể. Chúng sống trong các nhóm gia đình nhỏ: một cặp chó cha-mẹ (con đực và con cái alpha) cùng với đàn con. Cả cha lẫn mẹ đều cùng đi kiếm ăn và cùng chăm con. Khi đủ lớn, các con non rời gia đình sống tự lập đồng thời tìm kiếm lãnh thổ cho riêng mình. Chúng sống đơn độc và né tránh các con sói khác cho đến khi chúng có thể tìm bạn tình và giao phối. Khi tìm được một vùng lãnh thổ ưng ý, sói Bắc Cực đánh dấu "phạm vi ảnh hưởng" bằng mùi của mình và sau đó chiêu dụ các con sói đơn độc khác vào sống chung trong lãnh thổ. Khi một con cái trong bầy mang thai, chúng rời bầy để đi tìm nơi đào hang và sinh con. Nếu như bề mặt băng quá cứng thì sói mẹ sẽ tìm một cái hang trống để không phải mất công đào.

### Săn mồi
Giống như các loài sói khác, sói Bắc Cực săn mồi theo nhóm; mục tiêu chủ yếu của chúng là các con tuần lộc và bò xạ, tuy nhiên thỏ Bắc Cực, hải cẩu, gà gô trắng xám đá, lemmut và chim nước cũng nằm trong danh sách nạn nhân của chúng. Khi săn bắt các loài gặm nhấm, sói Bắc Cực phải lần mò theo dấu vết mùi của con mồi và tìm lối vào hang của nó nhằm trục con mồi ra khỏi hang. Sói Bắc Cực gần như không bao giờ tấn công con người. Do số lượng mồi trong vùng cực không nhiều, sói Bắc Cực phải "càn quét" trên một khu vực rộng lớn (có khi lên tới 2.600 km2 (1.000 dặm vuông Anh)) và phải bám theo các đàn tuần lộc di cư vào phương Nam trong mùa đông để tìm kiếm thức ăn. Chúng không phải là con vật chạy nhanh nhưng sở hữu sức bền và độ dẻo dai cực kì tốt, vì vậy chiến thuật của chúng là chạy đuổi riết theo con mồi cho đến khi con mồi kiệt sức và gục ngã.
Sói trưởng thành có 42 răng trong hàm và đây là vũ khí chính dùng trong việc săn bắt. Chúng nuốt chửng từng miếng thức ăn lớn và hiếm khi nhai, đồng thời chúng ăn sạch sành sanh cả thịt lẫn xương của con mồi. Chó sói Bắc Cực có thể tiêu thụ tới 20 pound (9 kg) thịt trong một bữa ăn. Tuy nhiên, đối với các con sói cha mẹ, một phần trong số thịt này không được tiêu hóa mà được để dành cho các con non; điều này có nghĩa là chúng sẽ ói ra một phần trong số thịt nuốt được để nuôi các con.

### Sinh sản

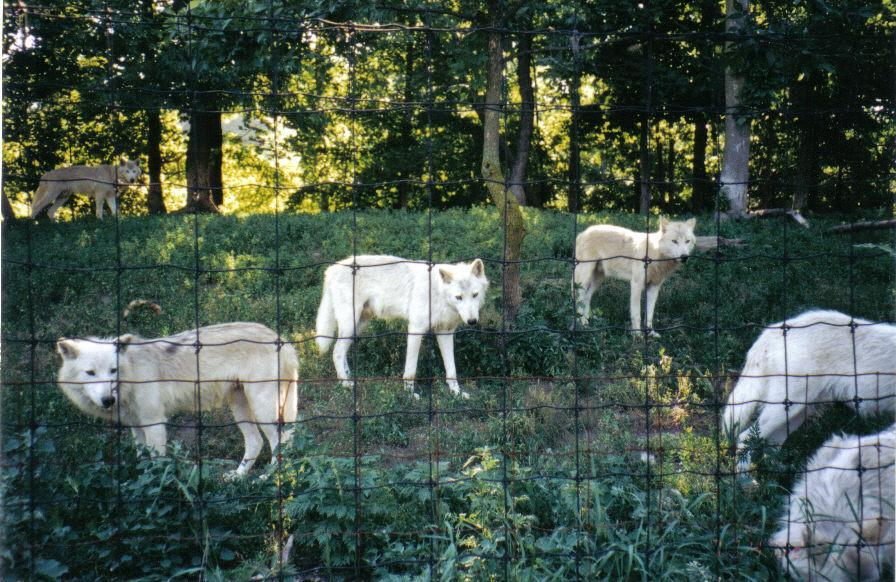
Một bầy sói Bắc Cực ở Vườn bách thú Toronto

Đất đai ở vùng Bắc Cực hàm chứa một lượng đáng kể đất đóng băng vĩnh cửu, vì vậy việc đào hang trở thành một vấn đề hóc búa. Ở đây, thay vì mất công tự đào lấy một cái hang, sói Bắc Cực thường tận dụng các tầng đá lộ thiên, các hang tự nhiên hoặc các khu đất lõm xuống để làm "nhà". Thai kỳ của sói Bắc Cực kéo dài chừng 63-75 ngày và chúng sinh nở vào khoảng cuối tháng Năm - đầu tháng Sáu, muộn hơn một tháng so với sói xám. Mỗi lứa sói mẹ sinh 2-3 con (so với sói xám là 4-5 con) mặc dù cũng có lứa sinh tới 12 con. Lý do cho việc sinh ít được cho là số lượng thức ăn ít ỏi ở vùng cực khiến sói Bắc Cực không thể duy trì quần thể đông đảo. Sói con mới sinh nặng chừng 1 pound (chừng 0,45 kg) và chưa có khả năng nghe nhìn. Chúng hoàn toàn phục thuộc vào sự chăm sóc cũng như bảo vệ của mẹ. Khi được 3 tuần tuổi, chúng được phép rời hang. Những con sói khác trong bầy cũng tham gia vào việc chăm sóc sói con khi mẹ chúng bận đi kiếm ăn.